# Riu Mara
El riu Mara és un riu a la regió de Mara a Tanzània i la província de Narok a Kenya, i es troba a través de la ruta de migració dels ungulats a les reserves de caça Serengeti/Masai Mara.
La conca del riu Mara cobreix una superfície de 13.504 km², dels quals aproximadament el 65% es troba a Kenya i el 35% a Tanzània. Des dels seus naixements a les terres altes de Kenya, el riu flueix uns 395 km i s'origina a l'escarpament Mau i desguassa al llac Victòria. La conca es pot dividir aproximadament en quatre unitats administratives i/o d'ús del sòl.